# Sebasteia
Il Thema di Sebasteia (in greco θέμα Σεβαστείας?) è stato uno dei themata dell'Impero bizantino, situato nella Cappadocia nord-orientale e in Armenia Minore, nell'odierna Turchia. Fu istituito come thema nel 911 e sopravvisse fino alla caduta finale per mano dei Selgiuchidi come conseguenza della Battaglia di Manzikert nel 1071.

## Storia
Il thema fu formato intorno alla città di Sebasteia (odierna Sivas). La regione faceva parte dell'Armeniakon a partire da metà VII secolo. Il thema non viene menzionato in nessuna fonte anteriore al X secolo. Nel 908, la Sebasteia viene attestata per la prima volta come una distinta kleisoura (un distretto di frontiera fortificato), e intorno al 911 fu elevato al rango di thema propriamente detto.
Il thema comprendeva le regioni di frontiera bizantine lungo il corso medio dell'Eufrate settentrionale. Con l'espansione della frontiera bizantina, fu esteso a sud e a est fino a Melitene, Samosata e Tephrike, corrispondendo all'incirca all'antica provincia romana di Armenia Prima, inglobando anche parti dell'Armenia Secunda e della Syria Euphratensis. A partire dalla metà del X secolo, tuttavia, la sua estensione si ridusse di molto a causa della creazione di nuovi temi di estensione ridotta.
Nel X secolo, la regione subì gli effetti di una grande migrazione di Armeni, che divennero la popolazione dominante. Dopo il 1019/1021, Sebasteia e le terre limitrofe furono concesse in feudo all'armeno Seneqerim Ardzruni, in cambio della cessione all'Impero del Regno di Vaspurakan. Intorno al 1074, in seguito della sconfitta bizantina contro i Turchi Selgiuchidi nella Battaglia di Manzikert nel 1071, gli Ardzruni governarono il territorio come signori indipendenti, fino alla conquista selgiuchide della regione intorno al 1090.